# Die Revolution entläßt ihre Kinder
Die Revolution entläßt ihre Kinder ist der Buchtitel eines autobiografischen Berichts von Wolfgang Leonhard. Er beschreibt darin seinen politischen Weg von Moskau im Jahr 1935 bis zu seiner Flucht aus der Sowjetischen Besatzungszone Deutschlands im März 1949.

## Allgemeines
Die Erstausgabe des Buches erschien 1955 bei Kiepenheuer & Witsch in Köln. Eine Tarnausgabe für die DDR hatte den Titel: Stalin, Josef Wissarionowitsch, Kurze Lebensbeschreibung (erschienen im Dietz-Verlag). Seitdem erschienen zahlreiche Neuauflagen und Taschenbuchausgaben in verschiedenen Verlagen. Die deutschsprachige Gesamtauflage liegt bei über 200.000 Exemplaren. Das Werk wurde in mindestens elf Sprachen übersetzt, darunter – nach dem Untergang der Sowjetunion – auch ins Russische.

## Inhalt
Das Buch beschreibt die Erlebnisse des Jugendlichen bzw. des jungen Erwachsenen Wladimir (später „Wolfgang“ genannt) Leonhard in der Zeit von 1935 bis 1949. Er verlässt 1933 als 13-Jähriger Deutschland und besucht dann ein Internat in Viggbyholm bei Stockholm. Seine Mutter bleibt bis Frühsommer 1935 illegal in Deutschland. Über Schweden emigrieren beide in die Sowjetunion unter Josef Stalin. Kurz nach der Ankunft wird die Mutter vom NKWD verhaftet und für zwölf Jahre in Arbeitslager deportiert. Leonhard wird währenddessen in Moskau in einem Heim für deutsche und österreichische Emigrantenkinder untergebracht und besucht die Karl-Liebknecht-Schule. Das Heim wird zur Zeit der Großen Säuberungen geschlossen, die meisten Pädagogen und Lehrer werden verhaftet. Im weiteren Verlauf studiert er an einer Hochschule Fremdsprachen und wird dort Komsomolze. Im Krieg mit Deutschland wird Leonhard von den Behörden nach Karaganda zwangsumgesiedelt.
Im Juli 1942 erfolgt auf Weisung von Stellen der kommunistischen Partei seine Übersiedlung ins 3.000 km westlich gelegene Ufa, wo sich die Leitung der Komintern und der KPD nach deren kriegsbedingter Umsiedlung aus Moskau befanden. Hier schließen sich mit dem Besuch der Komintern-Schule sowie der Mitarbeit im Nationalkomitee Freies Deutschland weitere Stationen einer Funktionärslaufbahn an. Aufgrund seiner Ausbildung und Schulungen wird er als jüngstes Mitglied für die „Gruppe Ulbricht“ ausgewählt und gelangt mit ihr am 30. April 1945, also noch vor Ende der Kriegshandlungen, nach Berlin, um hier Parteiarbeit im Sinne der kommunistischen Weltanschauung zu beginnen. In der sowjetischen Besatzungszone ist er am Wiederaufbau kommunaler Strukturen beteiligt. Als Autor der Schulungshefte der SED und zuletzt als Dozent an der SED-Parteihochschule wachsen in Leonhard Zweifel am Stalinismus. Er flieht kurz vor der Gründung der DDR im März 1949 in das damals titoistische Jugoslawien.

## Buchausgaben
- Wolfgang Leonhard: Die Revolution entläßt ihre Kinder. Kiepenheuer & Witsch, Köln 1955, ISBN 3-462-01463-3; 22. Auflage: Köln 2005, ISBN 3-462-03498-7; Neuauflage: Anaconda Verlag, Köln 2010, ISBN 978-3-86647-460-4.
  - Spurensuche. 40 Jahre nach „Die Revolution entläßt ihre Kinder“. Aktuelle Fotos von Gerhard Weber, Kiepenheuer & Witsch, Köln 2000, ISBN 3-462-02390-X.
  - als Hörbuch: Die Revolution entläßt ihre Kinder, gesprochen vom Autor, 22 Audio-CDs, Infosat, Daun 2006, ISBN 3-933350-07-7.

## Verfilmung
Deutsche Erstausstrahlung: 22. Mai 1962 ARD. Regie: Rolf Hädrich, Drehbuch: Claus Hubalek, Wolfgang Leonhard: Christian Doermer u. a.